# Kalifornijsko državno sveučilište u Sacramentu
Kalifornijsko državno sveučilište u Sacramentu (eng. California State University, Sacramento) javno je sveučilište u američkoj saveznoj državi Kaliforniji koje je dio lanca kalifornijskih državnih (javnih) sveučilišta (eng. California State University). Sveučilište je osnovano 1947. godine i danas ga pohađa oko 30.000 studenata.

## Vanjske poveznice
- Službena stranica